# لوسي بيغيلو روزين
لوسي بيغيلو روزين (بالإنجليزية: Lucie Bigelow Rosen)‏ هي موسيقية أمريكية، ولدت في 1890، وتوفيت في 27 نوفمبر 1968.